# Velimir Gjurin
Velimir (tudi Velemir) Gjurin [džurín], slovenski jezikoslovec, * 29. oktober 1951, Ljubljana.

## Jezikoslovno delo
Diplomiral je leta 1975 iz slovenščine in angleščine na ljubljanski Filozofski fakulteti. V Združenih državah Amerike je bil nekaj časa lektor slovenščine v Kansasu, po vrnitvi v domovino pa se je zaposlil na Filozofski fakulteti v Ljubljani, kot dolgoletni asistent Jožeta Toporišiča. Objavil je številne razprave o slovenskem jeziku, med drugim tudi o zvrsteh slovenskega jezika ter interesnih govoricah (Sleng, žargon argo; Slavistična revija; 1974). Tema njegovega magisterija je Začetki slovarstva na Slovenskem. Po profesuri na Filozofski fakulteti na Oddelku za Slavistiko se je posvetil poučevanju angleškega jezika na Centru za tuje jezike CTJ v Ljubljani, recenziranju,  strokovnih besedil, lekturi, slovarstvu ter prevajanju iz in v angleški jezik. Njegova knjiga Slovenščina zdaj! (1991; Art Agrencija) bralcu ponuja izbor posebnih revijalnih člankov iz druge polovice osemdesetih let dvajsetega stoletja, uperjenih proti JLA, generalom JLA in Jugoslovanski oblasti, ki slovenskega jezika v jugoslovanski vojski (in na drugih nivojih jugoslovanske državne oblasti) ni nikoli jemala za enakovrednega. 

## Filmske vloge
Velimir Gjurin je igral Kekca v filmu Srečno, Kekec! in nastopil v še približno ducat filmih v 60. letih.

## Zasebno življenje
S soprogo Mary Zdenko Gjurin imata hčerko in sina, to sta Severa Gjurin, pevka, glasbenica in likovnica, ter Gal Gjurin, pevec, multiinštrumentalist, glasbeni producent, skladatelj in pesnik. 

## Galerija slik
- Od leve proti desni sedijo:
Velimir Gjurin (Kekec)
Ruša Bojc (Pehta)
Martin Mele (Rožle)
Blanka Florjanc (Mojca)
takoj po premieri filma
- tretji z leve: Gjurin (Kekec)
četrti z leve: Mele (Rožle)
takoj po premieri filma
- Srečno, Kekec!
fillmski poster
- Gjurin v 1980ih
- prizor iz filma